# Landakotskirkja
Landakotskirkja, službenog naziva Basilika Krists konungs (hrv. Bazilika Krista Kralja) je katedrala Katoličke Crkve u Reykjavíku, Island. Često se naziva Kristskirkja (Kristova Crkva). Landakotskirkja se nalazi u zapadnom dijelu Reykjavíka. Njezin arhitekt je Guðjón Samuelsson koji je također izgradio poznatu Hallgrímskirkja i Akureyrarkirkja u Akureyri.
Prvi katolički svećenici koji su doputovali na Island nakon reformacije bili su Francuzi Bernard Bernard i Jean-Baptiste Baudoin. Oni su kupili farmu Landakot u Reykjaviku i tamo se nastanili u ranom 19. stoljeću. Oni su izgradili malu crkvu 1864. godine. Nekoliko godina kasnije mala drvena crkva sagrađena je i u Túngati, u neposrednoj blizini Landakota. Nakon Prvog svjetskog rata, islandski katolici uvidjeli su potrebu ua izgradnjom veće crkve za sve veći broj katolika. Oni su odlučili izgraditi neogotičku crkvu i zadatak povjeriti arhitektu Guðjónu Samuelssonu. Nakon nekoliko godina gradnje, Landakotskirkja konačno je posvećena 23. srpnja 1929. To je bila najveća crkva na Islandu u to vrijeme. Danas, Landakotskirkja je posebna znamenitost u zapadnom Reykjavíku. Jedina katolička škola na Islandu, Landakotsskóli, nalazi se u blizini.

## Vanjske poveznice
- Landakotskirkja na islandskoj karti crkava  Arhivirana inačica izvorne stranice od 3. ožujka 2016. (Wayback Machine)
- Fotografije crkve  Arhivirana inačica izvorne stranice od 26. prosinca 2009. (Wayback Machine)
- Rimokatolička dijaceza Reykjavík (engl.)